# ニセコアンヌプリ温泉
ニセコアンヌプリ温泉（ニセコアンヌプリおんせん）は、北海道虻田郡ニセコ町にある温泉。

## 泉質
- ナトリウム－炭酸水素塩・硫酸塩・塩化物泉（低張性中性高温泉）
  - 源泉温度 56.4℃[1]

## 温泉街
「ニセコアンヌプリ温泉 湯心亭」と「いこいの湯宿 いろは」の2軒の宿泊施設がある。ともに日帰り入浴可能。
ニセコアンヌプリ国際スキー場近くに位置し、冬はスキーリゾート地となる。

## 歴史
- 1958年（昭和33年）11月1日 - 厚生省告示第327号により、ニセコ温泉郷の一部として国民保養温泉地に指定。
- 1995年（平成7年）3月 - 外食チェーンの株式会社アレフがニセコアンヌプリ温泉を取得、2004年（平成16年）に経営をデリシャス株式会社に移管し「湯心亭」と改称。

## アクセス
- 函館本線ニセコ駅からニセコバスで12分。